# Eupithecia albibasalis
Eupithecia albibasalis là một loài bướm đêm trong họ Geometridae.